# Anthony Ervin
Anthony Ervin (n. 26 mai 1981, Valencia⁠(d), California, SUA) este un înotător american, medaliat olimpic. A participat la 3 ediții ale Jocurilor Olimpice (2000, 2012, 2016) în care a câștigat 3 medalii de aur și o medalie de argint.